# Barbican (métro de Londres)
Barbican est une station des lignes : Circle line, Hammersmith & City line et Metropolitan line, du métro de Londres, en zone 1. Elle est située sur la Barbican Estate dans le quartier Barbican Centre de la Cité de Londres (City).

## Histoire
La station, alors dénommée Aldersgate Street (nom de la rue sur laquelle elle est située), est mise en service le 23 décembre 1865. Elle est renommée Aldersgate le 1910. Le 1923 elle est renommée Aldersgate & Barbican et en 1968 elle est renominée Barbican.
Elle fut construite dit-on à l'emplacement de la maison de William Shakespeare qui se situait au no 134, bien que le domicile du dramaturge soit proche du théâtre du Fortune Playhouse, aucun document ne vient attester cette affirmation. Seul un acte de propriété de 1598 déclare qu'un certain William Shakespeare était bien le propriétaire des lieux, mais rien ne dit qu'il s'agit bien du célèbre dramaturge.[réf. nécessaire]

## À proximité
- Barbican Centre
- Barbican Estate